# Kabinet-Carter
Het kabinet–Carter was de uitvoerende macht van de Amerikaanse overheid van 20 januari 1977 tot 20 januari 1981. Voormalig gouverneur van Georgia Jimmy Carter van de Democratische Partij werd gekozen als de 39e president van de Verenigde Staten na het winnen van de presidentsverkiezingen van 1976 over de kandidaat van de Republikeinse Partij zittend president Gerald Ford, Carter werd verslagen voor een tweede termijn in 1980 door de Republikeinse kandidaat, voormalig gouverneur van Californië Ronald Reagan.

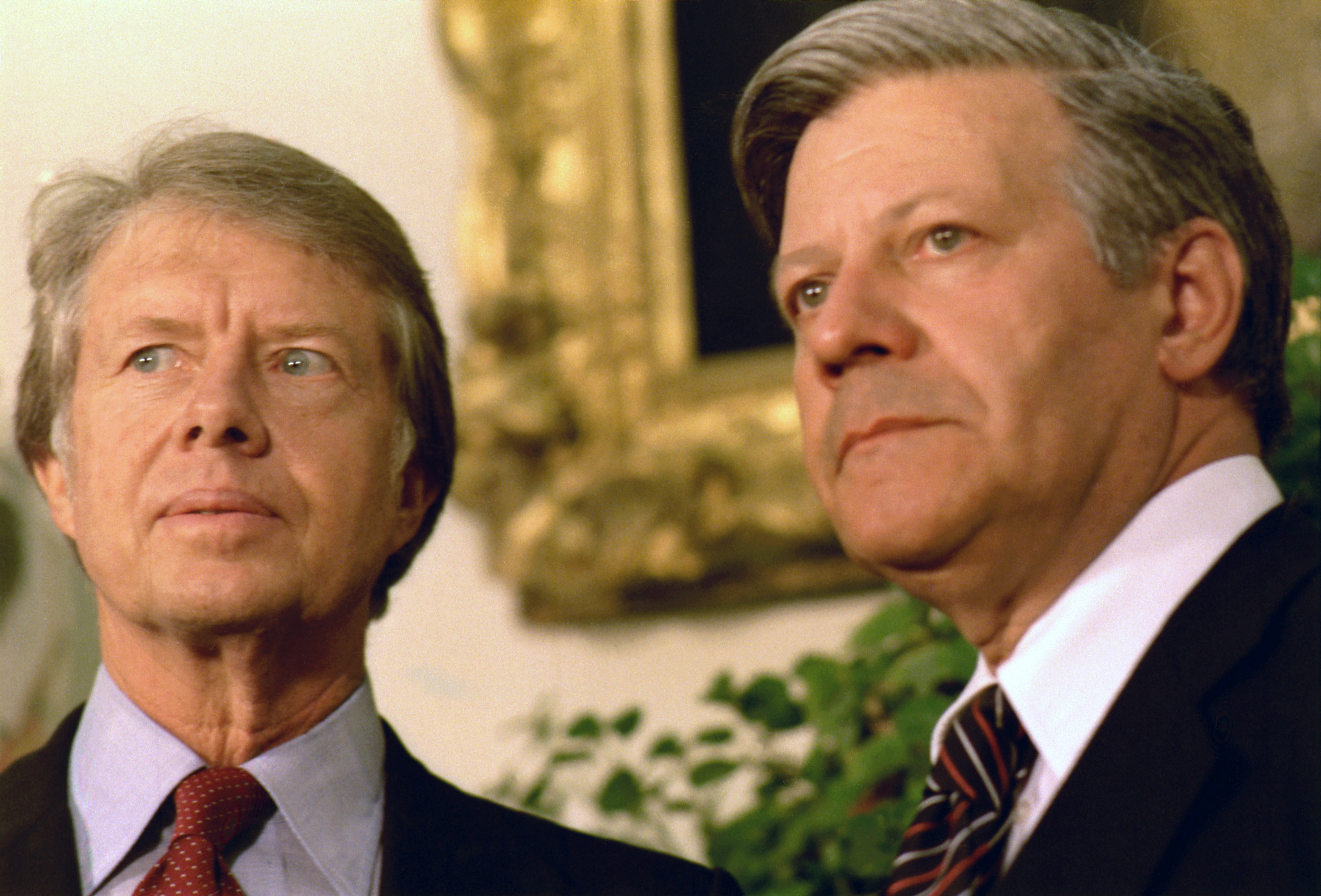
President Jimmy Carter en bondskanselier van West-Duitsland Helmut Schmidt tijdens bijeenkomst in het Witte Huis op op 13 juli 1977.

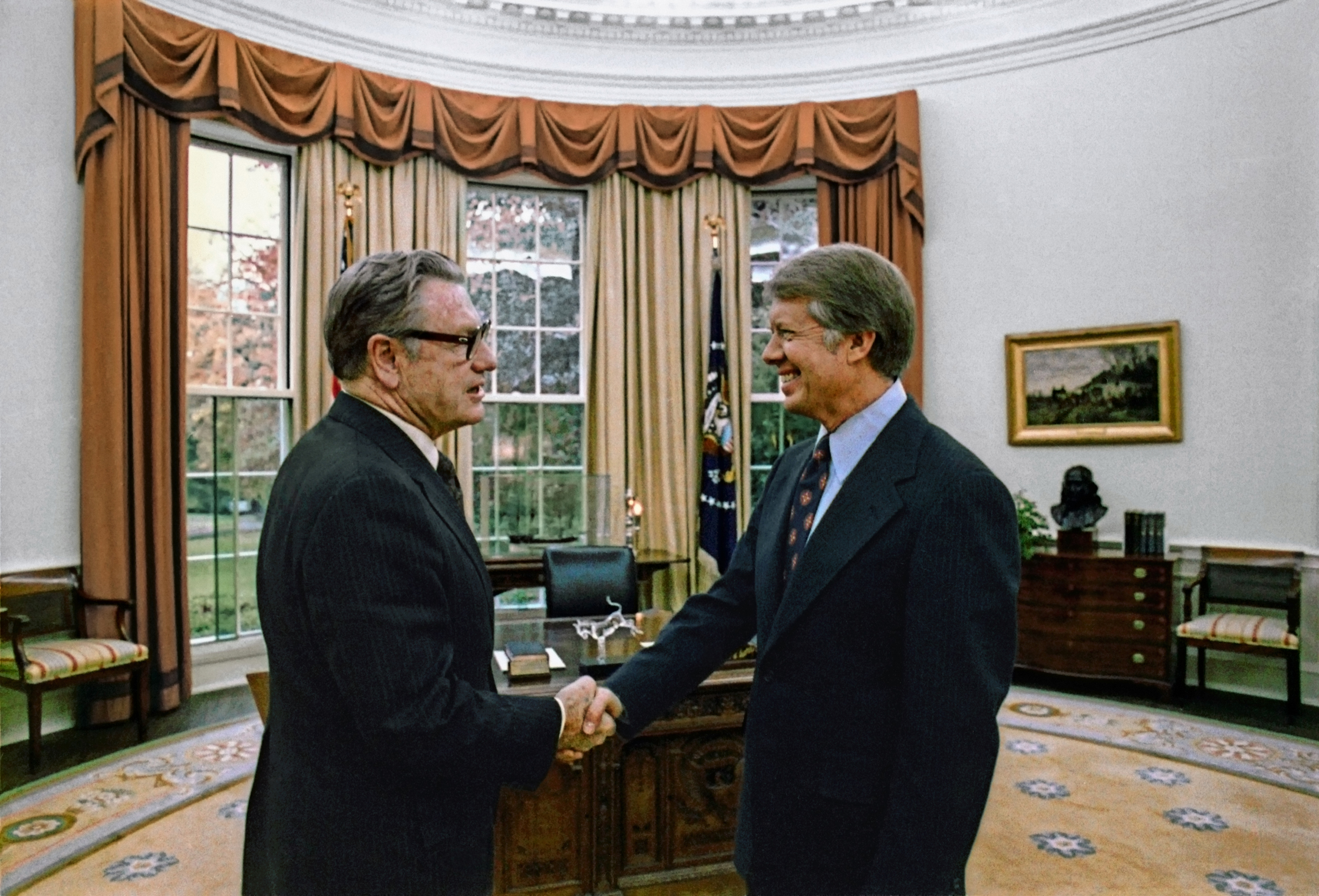
Voormalig vicepresident Nelson Rockefeller en president Jimmy Carter in de Oval Office tijdens bijeenkomst in het Witte Huis op 27 oktober 1977.

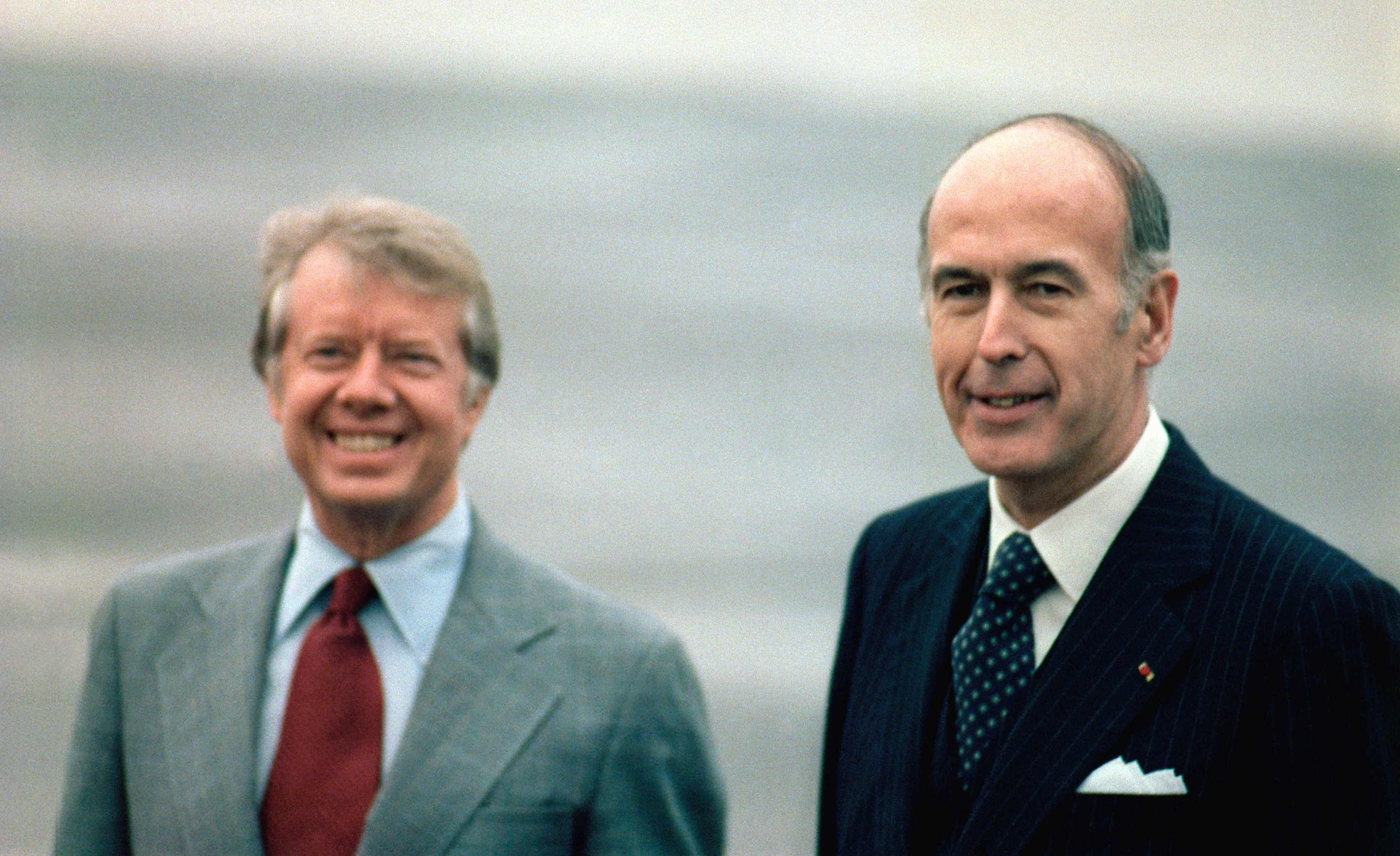
President Jimmy Carter en president van Frankrijk Valéry Giscard d'Estaing tijdens een bezoek aan Normandië op 5 januari 1978.

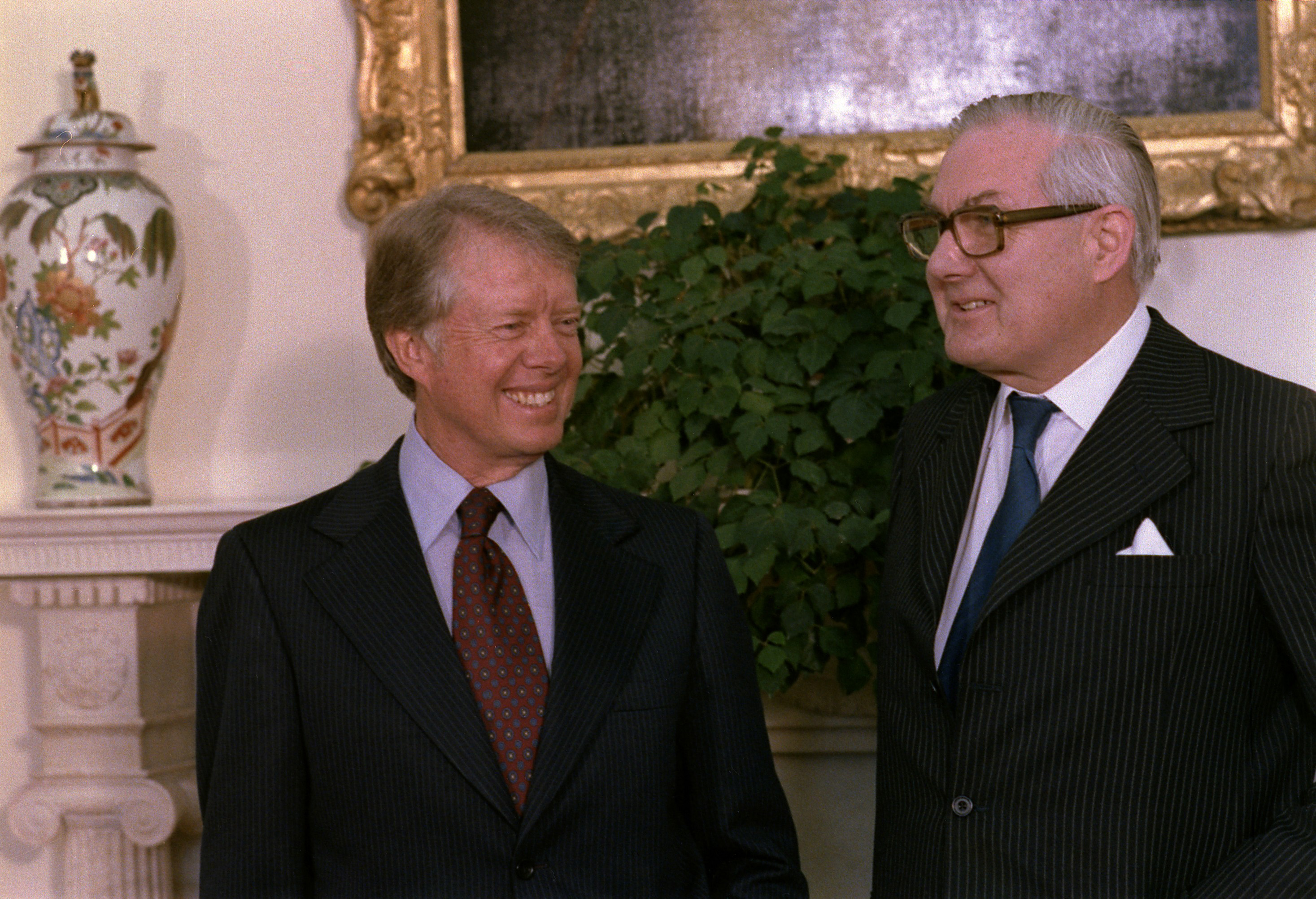
President Jimmy Carter en premier van het Verenigd Koninkrijk James Callaghan in de Oval Office tijdens bijeenkomst in het Witte Huis op 23 maart 1978.

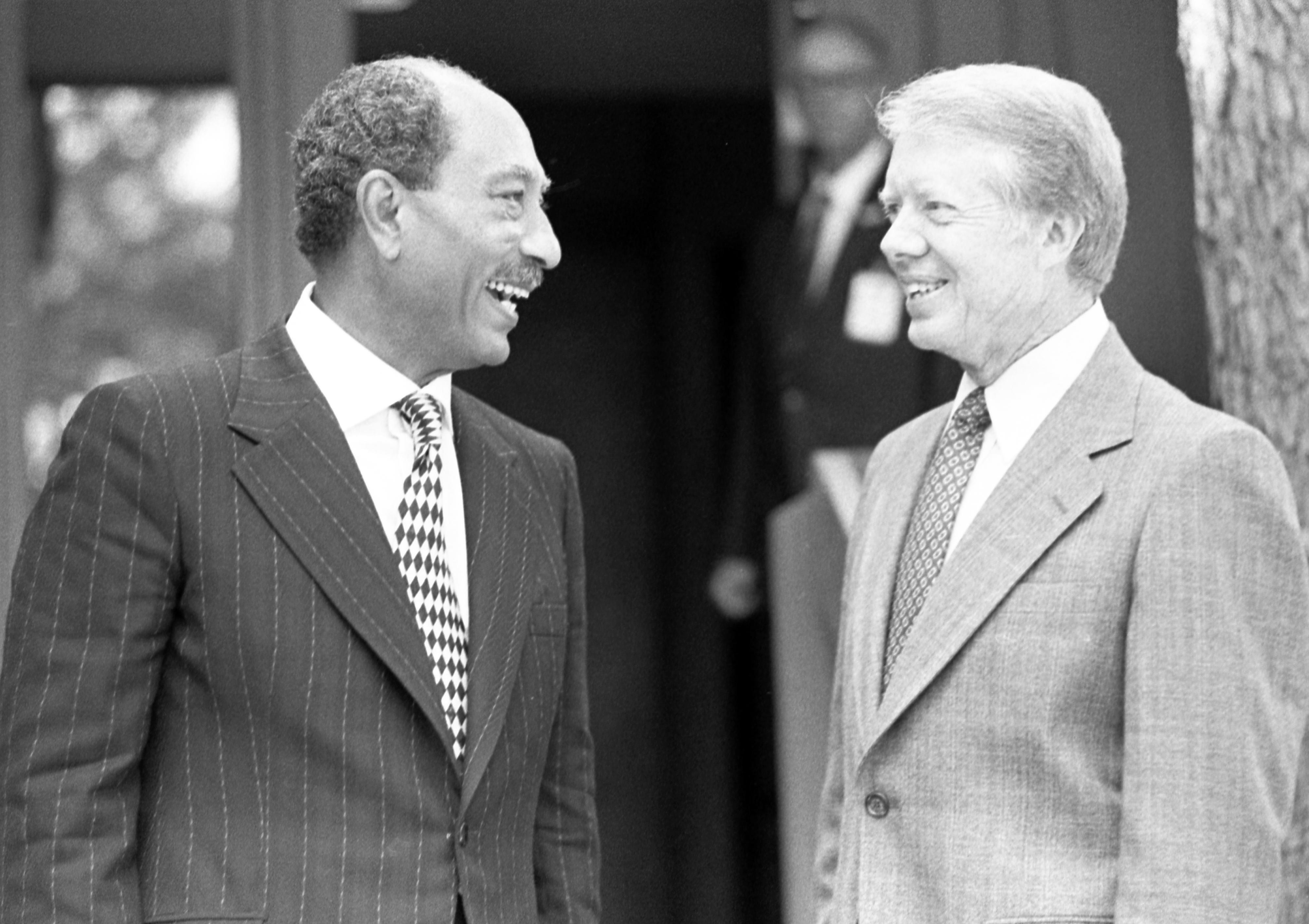
President van Egypte Anwar Sadat en president Jimmy Carter tijdens een bijeenkomst op Camp David op 5 september 1978.

Voormalig president Gerald Ford en president Jimmy Carter in de Oval Office tijdens een bijeenkomst in het Witte Huis op 12 december 1978.

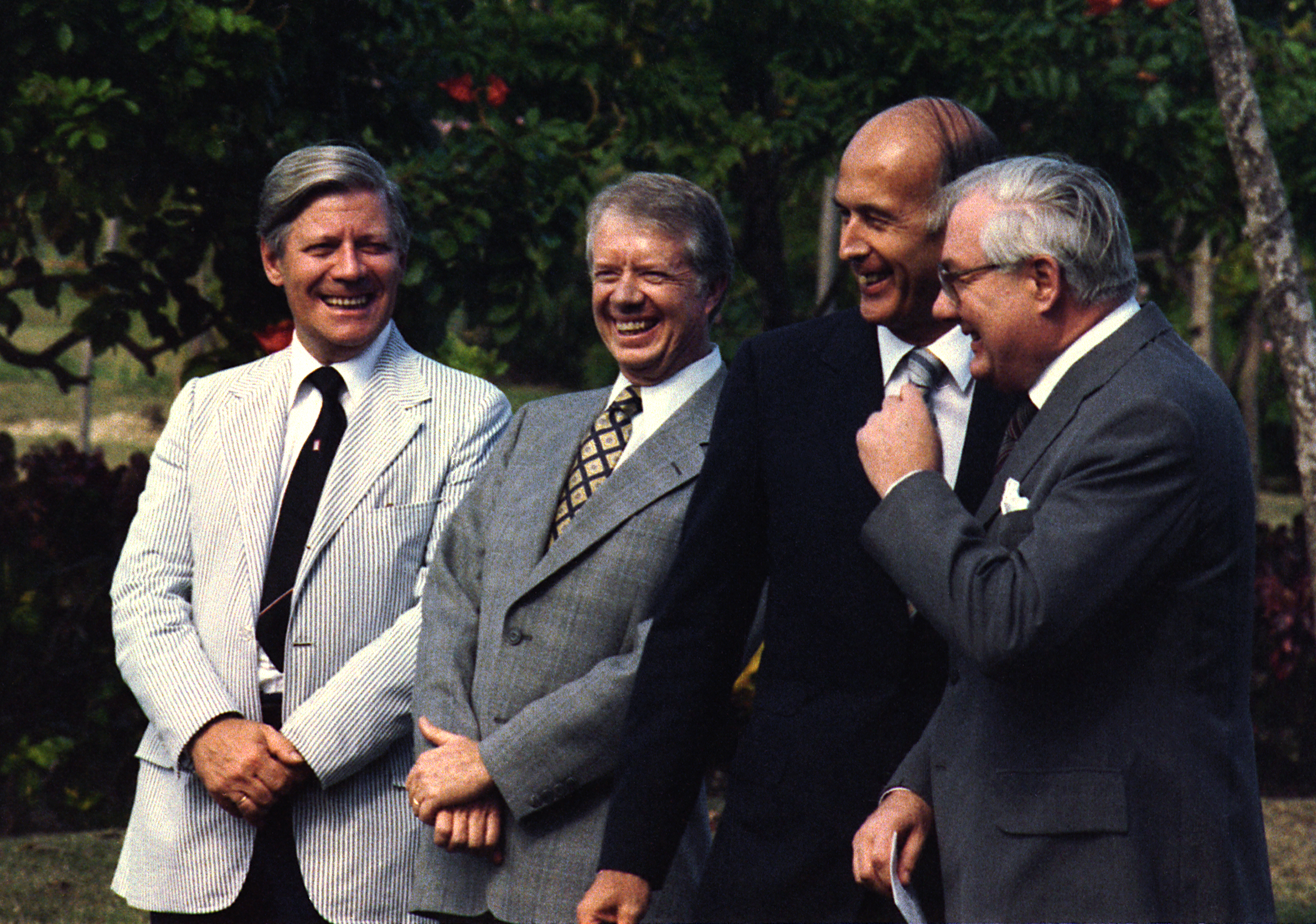
Bondskanselier van West-Duitsland Helmut Schmidt, president Jimmy Carter, president van Frankrijk Valéry Giscard d'Estaing en premier van het Verenigd Koninkrijk James Callaghan tijdens een bijeenkomst op Camp David op 5 januari 1979.

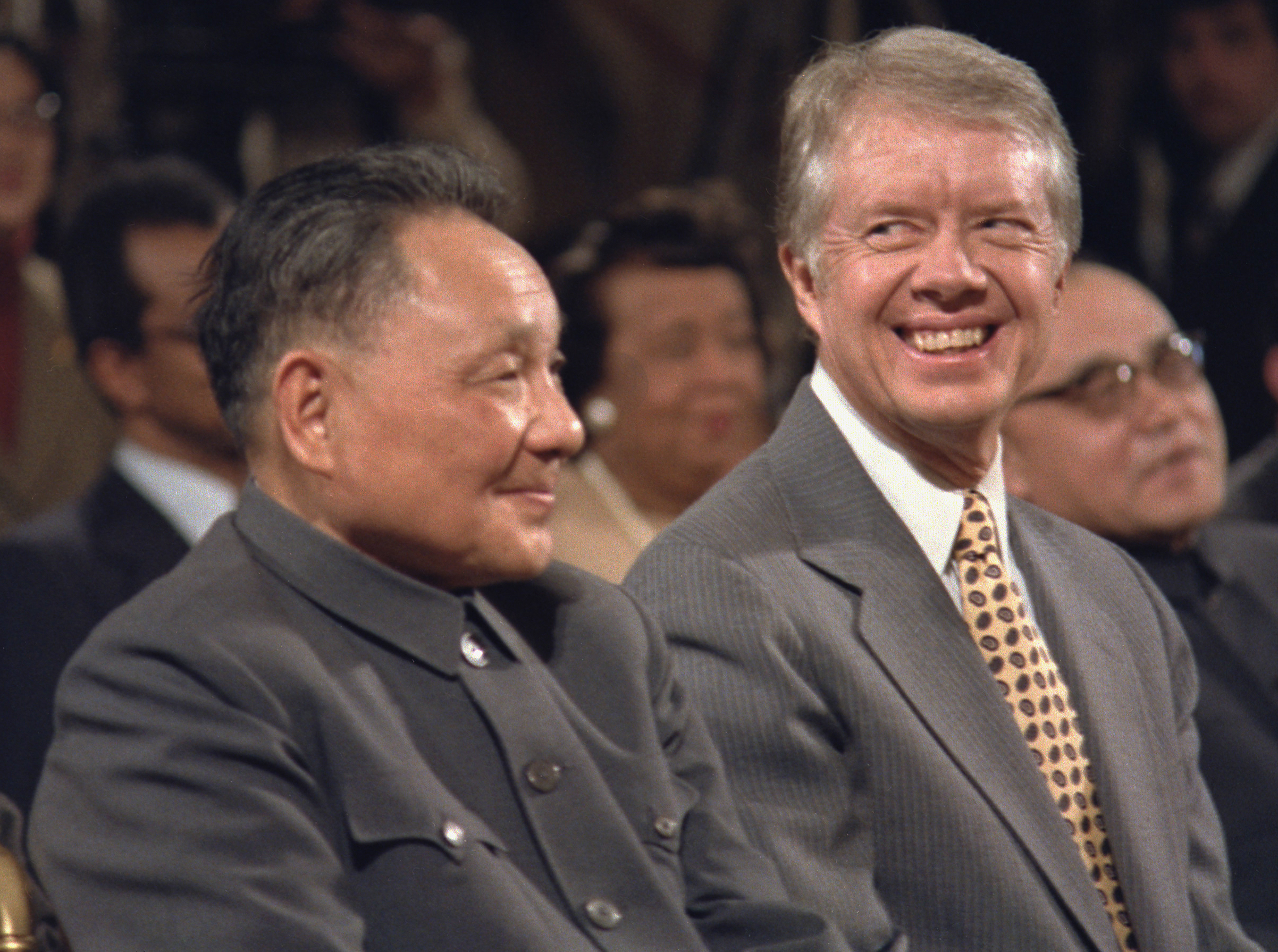
Leider van China Deng Xiaoping en president Jimmy Carter tijdens een bijeenkomst in het Witte Huis op 31 januari 1979.

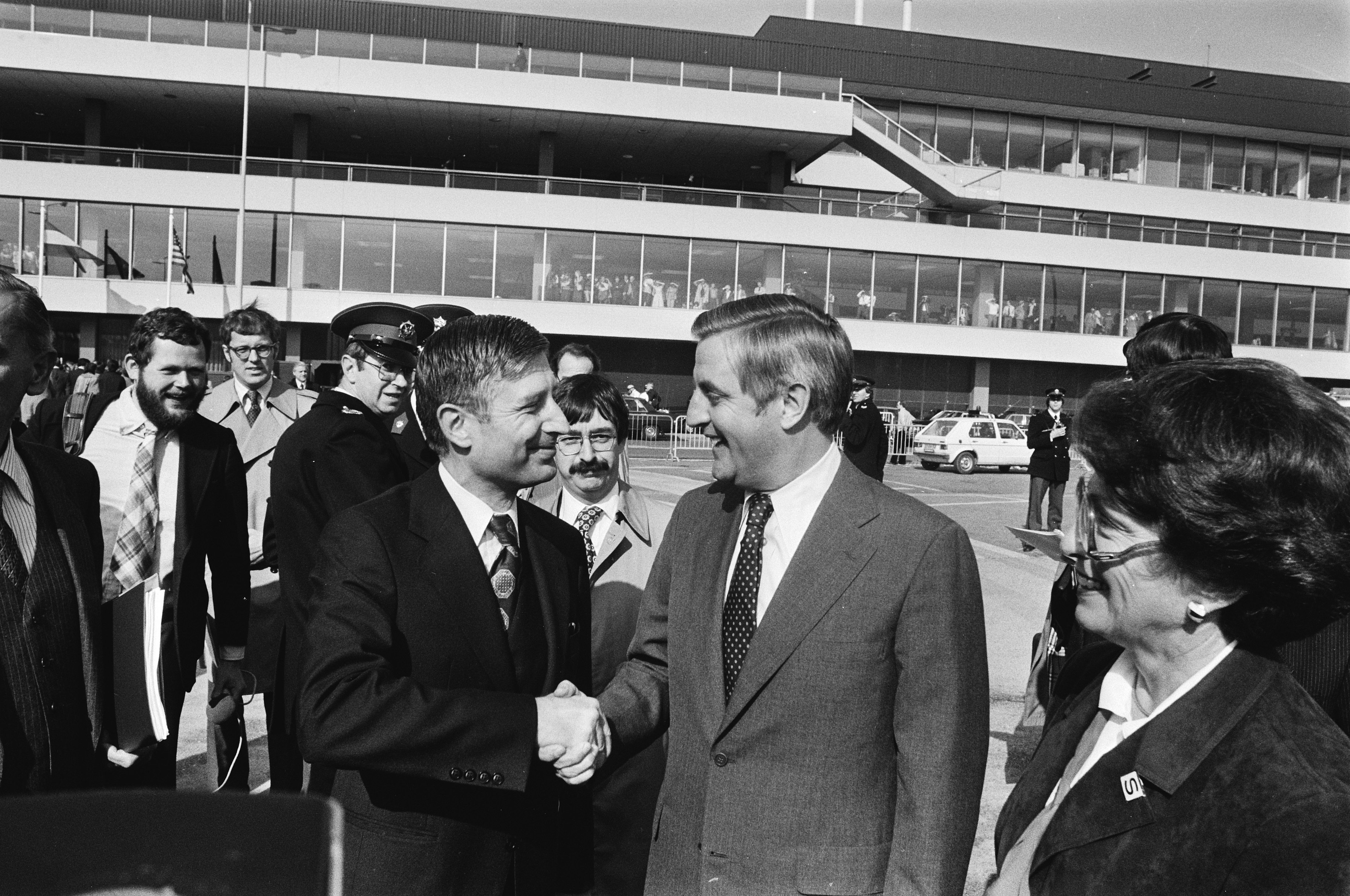
Minister-president van Nederland Dries van Agt en vicepresident Walter Mondale tijdens een ontvangst op Schiphol op 21 april 1979.

| Nr.                  | Functie                                       | Functie                                                  | Ambtsbekleder           | Ambtsbekleder                         | Ambtstermijn      | Ambtstermijn      | Partij |
| -------------------- | --------------------------------------------- | -------------------------------------------------------- | ----------------------- | ------------------------------------- | ----------------- | ----------------- | ------ |
| 39                   |                                               | President van de Verenigde Staten                        | Jimmy Carter            | Jimmy Carter (1924–2024)              | 20 januari 1977   | 20 januari 1981   | D      |
| 42                   |                                               | Vicepresident van de Verenigde Staten                    | Walter Mondale          | Walter Mondale (1928–2021)            | 20 januari 1977   | 20 januari 1981   | D      |
| Kabinet              |                                               |                                                          |                         |                                       |                   |                   |        |
| Nr.                  | Functie                                       | Functie                                                  | Ambtsbekleder           | Ambtsbekleder                         | Ambtstermijn      | Ambtstermijn      | Partij |
| 57                   |                                               | Minister van Buitenlandse Zaken                          | Cyrus Vance             | Cyrus Vance (1917–2002)               | 20 januari 1977   | 28 april 1980     | D      |
| [ 2 ]                |                                               | Minister van Buitenlandse Zaken                          | Warren Christopher      | Warren Christopher (1925–2011)        | 28 april 1980     | 8 mei 1980        | D      |
| 58                   |                                               | Minister van Buitenlandse Zaken                          | Edmund Muskie           | Edmund Muskie (1914–1996)             | 8 mei 1980        | 20 januari 1981   | D      |
| 64                   |                                               | Minister van Financiën                                   | Michael Blumenthal      | Michael Blumenthal (1926)             | 20 januari 1977   | 6 augustus 1979   | D      |
| 65                   |                                               | Minister van Financiën                                   | William Miller          | William Miller (1925–2006)            | 6 augustus 1979   | 20 januari 1981   | D      |
| 14                   |                                               | Minister van Defensie                                    | Harold Brown            | Harold Brown (1927–2019)              | 20 januari 1977   | 20 januari 1981   | D      |
| [ 2 ]                |                                               | Minister van Justitie                                    | Dick Thornburgh         | Dick Thornburgh (1932–2020)           | 20 januari 1977   | 26 januari 1977   | R      |
| 72                   |                                               | Minister van Justitie                                    | Griffin Bell            | Griffin Bell (1918–2009)              | 26 januari 1977   | 16 augustus 1979  | D      |
| 73                   |                                               | Minister van Justitie                                    | Benjamin Civiletti      | Benjamin Civiletti (1935–2022)        | 16 augustus 1979  | 20 januari 1981   | D      |
| 42                   |                                               | Minister van Binnenlandse Zaken                          | Cecil Andrus            | Cecil Andrus (1931–2017)              | 20 januari 1977   | 20 januari 1981   | D      |
| 20                   |                                               | Minister van Landbouw                                    | Robert Bergland         | Robert Bergland (1928–2018)           | 20 januari 1977   | 20 januari 1981   | D      |
| 24                   |                                               | Minister van Economische Zaken                           | Juanita Kreps           | Juanita Kreps (1921–2010)             | 20 januari 1977   | 31 oktober 1979   | D      |
| [ 2 ]                |                                               | Minister van Economische Zaken                           |                         | Luther Hodges (1936)                  | 31 oktober 1979   | 10 januari 1980   | D      |
| 25                   |                                               | Minister van Economische Zaken                           | Philip Klutznick        | Philip Klutznick (1907–1999)          | 10 januari 1980   | 20 januari 1981   | D      |
| 16                   |                                               | Minister van Arbeid                                      | Ray Marshall            | Ray Marshall (1928)                   | 20 januari 1977   | 20 januari 1981   | D      |
| 12                   |                                               | Minister van Volksgezondheid, Onderwijs en Welzijn       | Joseph Califano         | Joseph Califano (1931)                | 20 januari 1977   | 3 augustus 1979   | D      |
| 13                   |                                               | Minister van Volksgezondheid, Onderwijs en Welzijn       | Patricia Roberts Harris | Patricia Roberts Harris (1924–1985)   | 3 augustus 1979   | 4 mei 1980        | D      |
| 13                   | Minister van Volksgezondheid en Sociale Zaken | 4 mei 1980                                               | Patricia Roberts Harris | Patricia Roberts Harris (1924–1985)   | 20 januari 1981   |                   | D      |
| 6                    |                                               | Minister van Volkshuisvesting en Stedelijke Ontwikkeling | Patricia Roberts Harris | Patricia Roberts Harris (1924–1985)   | 20 januari 1977   | 10 september 1979 | D      |
| Vacant               |                                               | Minister van Volkshuisvesting en Stedelijke Ontwikkeling |                         |                                       |                   |                   |        |
| 7                    |                                               | Minister van Volkshuisvesting en Stedelijke Ontwikkeling | Moon Landrieu           | Moon Landrieu (1930–2022)             | 24 september 1979 | 20 januari 1981   | D      |
| 5                    |                                               | Minister van Transport                                   | Brock Adams             | Brock Adams (1927–2004)               | 20 januari 1977   | 20 juli 1979      | D      |
| Vacant               |                                               | Minister van Transport                                   |                         |                                       |                   |                   |        |
| 6                    |                                               | Minister van Transport                                   | Neil Goldschmidt        | Neil Goldschmidt (1940–2024)          | 15 augustus 1979  | 20 januari 1981   | D      |
| 1                    |                                               | Minister van Energie                                     | James Schlesinger       | James Schlesinger (1929–2014)         | 6 augustus 1977   | 24 augustus 1979  | R      |
| 2                    |                                               | Minister van Energie                                     | Charles Duncan          | Charles Duncan (1926–2022)            | 24 augustus 1979  | 20 januari 1981   | D      |
| 1                    |                                               | Minister van Onderwijs                                   | Shirley Hufstedler      | Shirley Hufstedler (1925–2016)        | 4 mei 1980        | 20 januari 1981   | D      |
| Executive Office     |                                               |                                                          |                         |                                       |                   |                   |        |
| Nr.                  | Functie                                       | Functie                                                  | Ambtsbekleder           | Ambtsbekleder                         | Ambtstermijn      | Ambtstermijn      | Partij |
|                      |                                               | Stafchef van het Witte Huis                              | Vacant                  | Vacant                                | Vacant            | Vacant            | Vacant |
| 8                    |                                               | Stafchef van het Witte Huis                              | Hamilton Jordan         | Hamilton Jordan (1944–2008)           | 18 juli 1979      | 11 juni 1980      | D      |
| 9                    |                                               | Stafchef van het Witte Huis                              | Jack Watson             | Jack Watson (1938)                    | 11 juni 1980      | 20 januari 1981   | D      |
| 10                   |                                               | Nationaal Veiligheidsadviseur                            | Zbigniew Brzeziński     | Zbigniew Brzeziński (1928–2017)       | 20 januari 1977   | 20 januari 1981   | D      |
| 21                   |                                               | Juridisch Adviseur                                       | Robert Lipshutz         | Robert Lipshutz (1921–2010)           | 20 januari 1989   | 1 oktober 1979    | D      |
| 22                   |                                               | Juridisch Adviseur                                       |                         | Lloyd Cutler (1917–2005)              | 1 oktober 1979    | 20 januari 1981   | D      |
| 6                    |                                               | Binnenlands Beleid Adviseur                              | Stuart Eizenstat        | Stuart Eizenstat (1943)               | 20 januari 1977   | 20 januari 1981   | D      |
| 23                   |                                               | Directeur van het Bureau voor Management en Budget       | Bert Lance              | Bert Lance (1931–2015)                | 20 januari 1977   | 24 september 1977 | D      |
| 24                   |                                               | Directeur van het Bureau voor Management en Budget       |                         | Jim McIntyre (1940)                   | 24 september 1977 | 20 januari 1981   | D      |
| 14                   |                                               | Perschef van het Witte Huis                              | Jody Powell             | Jody Powell (1943–2009)               | 20 januari 1981   | 20 januari 1989   | D      |
| Buitenlands Beleid   |                                               |                                                          |                         |                                       |                   |                   |        |
| Nr.                  | Functie                                       | Functie                                                  | Ambtsbekleder           | Ambtsbekleder                         | Ambtstermijn      | Ambtstermijn      | Partij |
|                      |                                               | Ambassadeur bij de Verenigde Naties                      | Vacant                  | Vacant                                | Vacant            | Vacant            | Vacant |
| 14                   |                                               | Ambassadeur bij de Verenigde Naties                      | Andrew Young            | Andrew Young (1932)                   | 30 januari 1977   | 23 september 1979 | D      |
| 15                   |                                               | Ambassadeur bij de Verenigde Naties                      | Donald McHenry          | Donald McHenry (1936)                 | 23 september 1979 | 20 januari 1981   | D      |
|                      |                                               | Handels- vertegenwoordiger                               | Vacant                  | Vacant                                | Vacant            | Vacant            | Vacant |
| 6                    |                                               | Handels- vertegenwoordiger                               | Robert Schwarz Strauss  | Robert Schwarz Strauss (1918–2014)    | 30 maart 1977     | 20 augustus 1979  | D      |
| Vacant               |                                               | Handels- vertegenwoordiger                               |                         |                                       |                   |                   |        |
| 7                    |                                               | Handels- vertegenwoordiger                               | Reubin Askew            | Reubin Askew (1928–2014)              | 1 oktober 1979    | 31 december 1980  | D      |
| Vacant               |                                               | Handels- vertegenwoordiger                               |                         |                                       |                   |                   |        |
| Agentschapen         |                                               |                                                          |                         |                                       |                   |                   |        |
| Nr.                  | Functie                                       | Functie                                                  | Ambtsbekleder           | Ambtsbekleder                         | Ambtstermijn      | Ambtstermijn      | Partij |
| [ 2 ]                |                                               | Directeur van de Environmental Protection Agency         |                         | John Quarles (1935–2012)              | 20 januari 1977   | 7 maart 1977      | O      |
| 3                    |                                               | Directeur van de Environmental Protection Agency         | Doug Costle             | Doug Costle (1939–2019)               | 7 maart 1977      | 20 januari 1981   | D      |
|                      |                                               | Directeur van de Small Business Administration           | Vacant                  | Vacant                                | Vacant            | Vacant            | Vacant |
| 12                   |                                               | Directeur van de Small Business Administration           |                         | Vernon Weaver (1922–2010)             | 1 april 1977      | 20 januari 1981   | O      |
| 4                    |                                               | Administrateur van NASA                                  | James Fletcher          | James Fletcher (1919–1991)            | 27 april 1971     | 1 mei 1977        | O      |
| [ 2 ]                |                                               | Administrateur van NASA                                  | Alan Lovelace           | Alan Lovelace (1929–2018)             | 1 mei 1977        | 20 juni 1977      | O      |
| 5                    |                                               | Administrateur van NASA                                  | Robert Frosch           | Robert Frosch (1928–2020)             | 20 juni 1977      | 20 januari 1981   | O      |
| 17                   |                                               | Voorzitter van de Federal Communications Commission      |                         | Richard Wiley (1934)                  | 8 maart 1974      | 13 oktober 1977   | R      |
| Vacant               |                                               | Voorzitter van de Federal Communications Commission      |                         |                                       |                   |                   |        |
| 18                   |                                               | Voorzitter van de Federal Communications Commission      | Charles Ferris          | Charles Ferris (1933–2024)            | 17 oktober 1977   | 5 februari 1981   | D      |
| Inlichtingendiensten |                                               |                                                          |                         |                                       |                   |                   |        |
| Nr.                  | Functie                                       | Functie                                                  | Ambtsbekleder           | Ambtsbekleder                         | Ambtstermijn      | Ambtstermijn      | Partij |
| [ 2 ]                |                                               | Directeur van de Central Intelligence Agency             |                         | Henry Knoche (1925–2010)              | 20 januari 1977   | 9 maart 1977      | O      |
| 12                   |                                               | Directeur van de Central Intelligence Agency             | Stansfield Turner       | Admiral Stansfield Turner (1923–2018) | 9 maart 1977      | 20 januari 1981   | D      |
| 2                    |                                               | Directeur van de Federal Bureau of Investigation         | Clarence Kelley         | Clarence Kelley (1911–1997)           | 9 juli 1973       | 15 februari 1978  | R      |
| [ 2 ]                |                                               | Directeur van de Federal Bureau of Investigation         | James Adams             | James Adams (1926–2020)               | 15 februari 1978  | 23 februari 1978  | R      |
| 3                    |                                               | Directeur van de Federal Bureau of Investigation         | William Webster         | William Webster (1924–2025)           | 23 februari 1978  | 25 mei 1987       | R      |
| Economisch Beleid    |                                               |                                                          |                         |                                       |                   |                   |        |
| Nr.                  | Functie                                       | Functie                                                  | Ambtsbekleder           | Ambtsbekleder                         | Ambtstermijn      | Ambtstermijn      | Partij |
| 10                   |                                               | Voorzitter van het Federal Reserve System                | Arthur Burns            | Arthur Burns (1904–1987)              | 1 februari 1970   | 8 maart 1978      | R      |
| 11                   |                                               | Voorzitter van het Federal Reserve System                | William Miller          | William Miller (1925–2006)            | 8 maart 1978      | 6 augustus 1979   | D      |
| 12                   |                                               | Voorzitter van het Federal Reserve System                | Paul Volcker            | Paul Volcker (1927–2019)              | 6 augustus 1979   | 11 augustus 1987  | D      |
| 11                   |                                               | Voorzitter van de Raad van Economische Adviseurs         | Charles Schultze        | Charles Schultze (1924–2016)          | 20 januari 1977   | 20 januari 1981   | D      |
| Krijgsmacht          |                                               |                                                          |                         |                                       |                   |                   |        |
| Nr.                  | Functie                                       | Functie                                                  | Ambtsbekleder           | Ambtsbekleder                         | Ambtstermijn      | Ambtstermijn      | Partij |
| 8                    |                                               | Chairman of the Joint Chiefs of Staff                    | George Brown            | General George Brown (1918–1978)      | 1 juli 1974       | 20 juni 1978      |        |
| 9                    |                                               | Chairman of the Joint Chiefs of Staff                    | David Jones             | General David Jones (1921–2013)       | 20 juni 1978      | 18 juni 1982      |        |

Washington ·
J. Adams ·
Jefferson ·
Madison ·
Monroe ·
J.Q. Adams ·
Jackson ·
Van Buren ·
W.H. Harrison ·
Tyler ·
Polk ·
Taylor ·
Fillmore ·
Pierce ·
Buchanan ·
Lincoln ·
A. Johnson ·
Grant ·
Hayes ·
Garfield ·
Arthur ·
Cleveland I ·
B. Harrison ·
Cleveland II ·
McKinley ·
T. Roosevelt ·
Taft ·
Wilson ·
Harding ·
Coolidge ·
Hoover ·
F.D. Roosevelt ·
Truman ·
Eisenhower ·
Kennedy ·
L.B. Johnson ·
Nixon ·
Ford ·
Carter ·
Reagan ·
G.H.W. Bush ·
Clinton ·
G.W. Bush ·
Obama ·
Trump I ·
Biden ·
Trump II